# Браславское гетто
Гетто в Бра́славе (июль 1941 — 3 июня 1943) — еврейское гетто, место принудительного переселения евреев города Браслав Витебской области в процессе преследования и уничтожения евреев во время оккупации территории Белоруссии войсками нацистской Германии в период Второй мировой войны.

## Оккупация Браслава и создание гетто
К 1941 году в Браславе проживало более 2000 евреев.
Браслав был захвачен немецкими войсками 27 июня 1941 года, и оккупация продлилась 3 года — до 6 июля 1944 года. После оккупации Браславский район административно стал относиться к рейхскомиссариату Остланд, и вся полнота власти в районе принадлежала нацистской военной оккупационной администрации во главе с ордскомендантом Браславской ордскомендатуры, здание которой располагалось на улице Либкнехта.
В первый же день оккупации, 27 июля 1941 года, в пятницу, гитлеровцы собрали всех евреев города на рыночной площади, погнали их к озеру около деревни Дубки и там под охраной продержали всю ночь. Шломо Зильбер (Зицьбер), Хаим Милютин и Ш. Резник пытались бежать, но были убиты. На следующее утро, в субботу, всех неожиданно отпустили.
Вернувшись, браславские евреи нашли свои дома разграбленными своими же соседями.
В первые же дни после захвата города после пыток немцами были убиты евреи Бейля Дейч и Яков Мусин по обвинению в подаче сигналов советским бомбардировщикам.
Для организации выполнения своих приказов оккупанты заставили евреев выбрать юденрат. В него были включены 14 человек — председатель Ицхак Мендель, секретарь Хаим Муниц, сотрудники Гершен Кленер, учитель Элиэзер Мазо, Рафаэль Лейб Волин, Г. Фридман, адвокат Гейнкман и другие. Евреев также принудили создать еврейскую полицию для поддержания порядка в гетто и обеспечения исполнения приказов. В числе полицейских, среди прочих, были А. Орлюк и Лейб Волин.
Реализуя нацистскую программу уничтожения евреев, немцы создавали гетто почти во всех городах и населённых пунктах Беларуси, где проживало еврейское население. Так и в Браславе оккупанты организовали гетто, поначалу — открытого типа, то есть без ограждения, и евреи оставались жить в своих домах в условиях множества ограничений и запретов, наложенных на них под угрозой смерти. В Браславское гетто пригнали также и евреев из близлежащих деревень. Затем в Браславе были организованы ещё два гетто.

## Условия в гетто
Под страхом смерти евреев обязали носить жёлтые латы на одежде: на груди и спине. Евреи не имели права ходить по тротуарам, посещать кино, театр и другие общественные места. На каждом еврейском доме должно было быть написано «Jude».
Затем у евреев отобрали меховые изделия, валенки и все теплые вещи, а также весь скот и птицу.
Узников гетто использовали на принудительных работах, расстреливая по малейшему поводу и без повода. Так, за якобы «плохую работу» однажды убили 13 евреев, работающих на погрузке леса в железнодорожные вагоны.
В день узникам выдавали по 175 грамм хлеба.

## Уничтожение гетто
В первых числах апреля 1942 года, накануне Песаха, евреям Браслава было приказано перебраться на новое тщательно охраняемое место — в огороженное, «закрытое» гетто. Под новое гетто отвели ряд домов на нынешней улице Ленинской, которая при Польше, до 1939 года, носила имя Пилсудского (а ещё раньше называлась Великой).

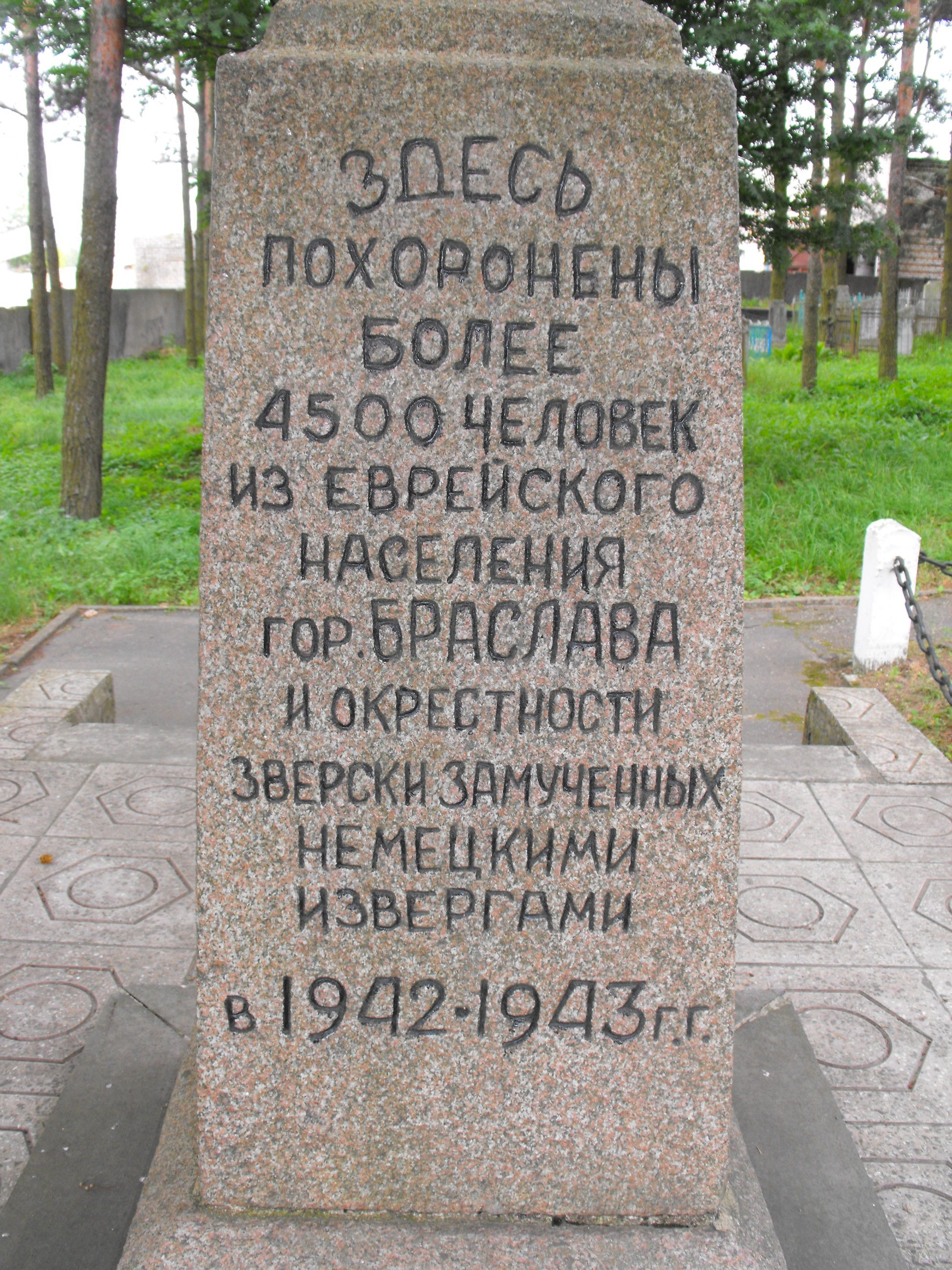
Один из памятников узникам Браславского гетто и гетто в Опсе на еврейском кладбище Браслава

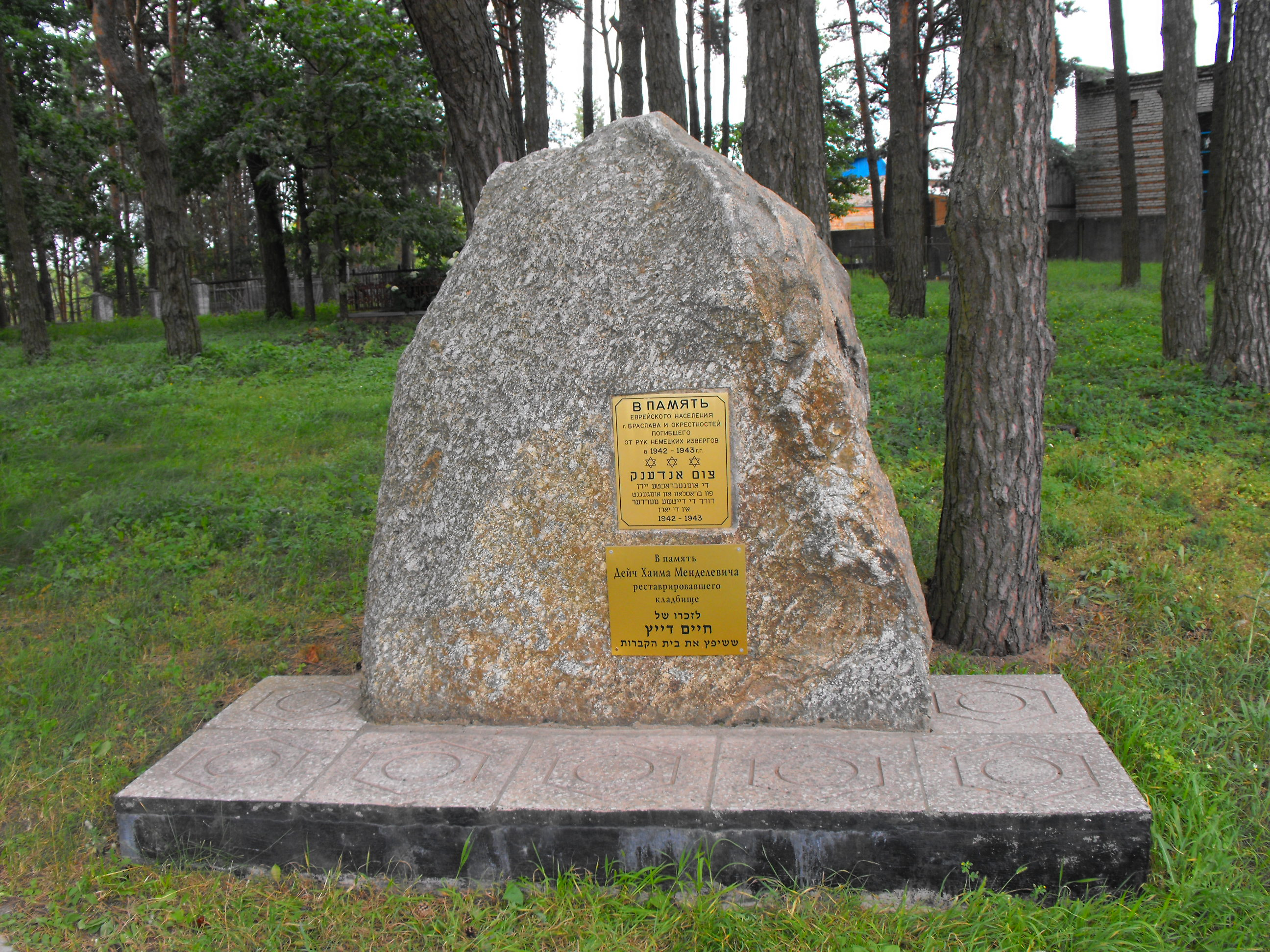
Валун, установленный уцелевшими евреями Браслава на еврейском кладбище в 1945 году в память об узниках Браславского гетто

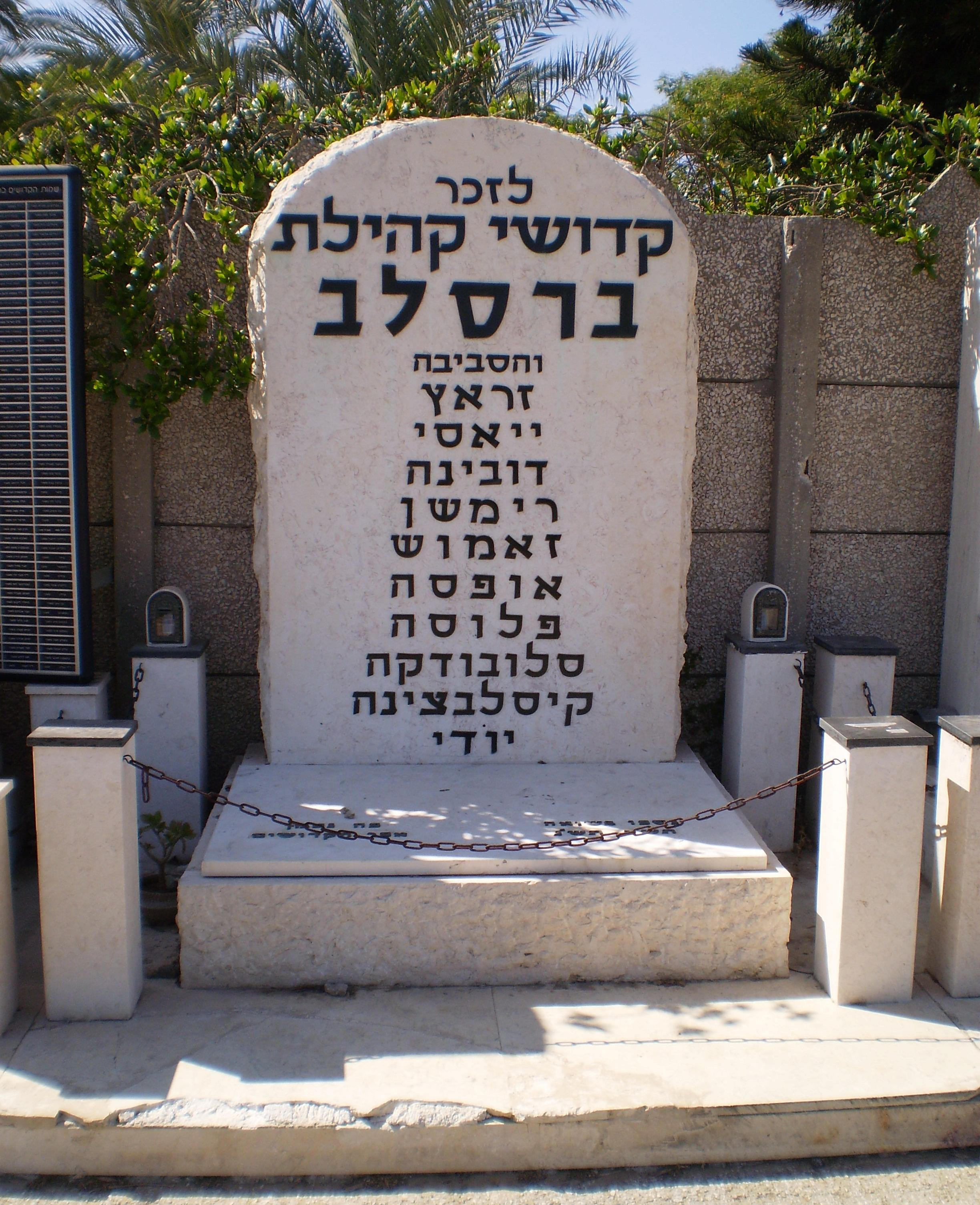
Символический памятник уничтоженным во время Холокоста еврейским общинам: Браслав, Зарац, Яйсы, Дубино, Римше, Замостье, Опса, Плюсы, Слободка, Кисловщина и Йоды на мемориальном кладбище в Холоне

Сбежать из гетто было сложно, потому что с одной стороны его ограничивало озеро, а с другой — Замковая гора.
Гетто состояло из двух частей. До моста располагалось так называемое «полезное гетто», где содержали ещё трудоспособных евреев, а другую часть называли «мертвым гетто» — туда согнали стариков и больных.
Людей заставили жить в невыносимой тесноте при полном отсутствии медицинской помощи и лекарств. В каждый дом заселили по несколько семей. Обреченные узники умирали от тифа, воспаления лёгких, антисанитарии и голодного истощения. Несмотря на отчаянное положение, часть евреев сооружала всевозможные укрытия.
Во вторник 30 июня 1942 года, перед полным уничтожения гетто, оккупанты с целью усыпления бдительности узников отправили сто молодых евреек убирать немецкие казармы в Слободку, после чего девушек привели обратно в Браслав и, не дав зайти в гетто, отвели и убили во рвах на северной окраине города.
В ночь перед окончательным уничтожением гетто, со 2-го на 3 июля (июня) 1942 года, усиленные подразделения полиции и немецких солдат окружили его территорию. На рассвете 3 июля в гетто ворвались пьяные «бобики» (так в народе презрительно прозвали полицаев и стали вышвыривать евреев из домов. Комнаты тщательно обыскивались в поисках спрятавшихся. Многих, особенно детей, убивали прямо в помещениях или около домов. Остальных узников погнали к заранее выкопанным рвам на еврейском кладбище в районе станции Браслав, заставляли раздеться и расстреливали.
Многие были закопаны ещё живыми. Поскольку многие были закопаны живыми и земля на поверхности рвов шевелилась, немцы заставили потом местных крестьян возить к месту убийства дополнительную землю для засыпки рвов.
За три дня беспрерывных убийств гетто было полностью уничтожено, около 2000 евреев были расстреляны. После этого каратели тщательно обыскали все возможные укрытия в поисках спрятавшихся евреев. Местный житель по фамилии Бурак, хорошо знавший идиш, выманивал евреев, ходя по домам с выкриками, что убийства закончены и можно выходить. Некоторые поверили, вышли и были сразу же убиты.
После этой «акции» (таким эвфемизмом гитлеровцы называли организованные ими массовые убийства) немцы и коллаборационисты снова обыскали каждый дом в бывшем гетто, находя людей в укрытиях. Убийцы даже заставили одного сошедшего с ума от ужаса еврея призывать спрятавшихся выйти из схронов, подло обещая, что им сохранят жизнь. Некоторые евреи, поверив обещаниям, вышли и были убиты.
В июле 1942 года гебитскомиссар издал приказ о переселении в Глубокское гетто оставшихся в живых евреев из Браслава, Друи, Миор, Шарковщины, Германовичей и других 35 городов и местечек, уверяя, что отныне евреи не должны бояться, потому что их больше не будут убивать и гарантируют жизнь. Нацистская ложь сработала, и часть прятавшихся в округе евреев, погибая от голода, болезней и преследования, собрались в Глубокское гетто, где были убиты.
Накануне еврейского Нового года Рош а-Шана, в начале сентября 1942 года, гитлеровцы устроили в Браславе ещё одно гетто — «Опсовское», куда согнали евреев местечка Опса и других ближних деревень. 19 марта 1943 года, накануне праздника Пурим, немцы окружили гетто, отвели всех узников к заранее вырытым расстрельным рвам и убили.

## Сопротивление
Во время уничтожения «Опсовского» гетто несколько евреев оказали сопротивление немцам и полицейским. Они заранее заготовили и спрятали железные прутья и ведра с известью. Когда убийцы вошли в дом, в лицо им полетела известь. Мейлах Муниц вырвал пистолет у ослеплённого гитлеровца, застрелил его, переоделся в его мундир, вышел из дома и успел расстрелять несколько карателей, пока его самого не убили.
Лейзер Беляк застрелил из пистолета немца и двух полицаев, затем, раненый, сумел скрыться и прятался в деревне. Но вскоре нашёлся предатель, который выдал его за мешок соли.
Ицхак Арад, директор израильского Музея Катастрофы и героизма «Яд Вашем» в 1972—1993 годах, в 15 лет бежавший из литовского гетто, в 16 — ставший партизаном в белорусских лесах, а после войны — генералом Армии обороны Израиля, писал: 

«Люди должны знать. Мы не шли на смерть покорно и безропотно. Мы оборонялись как могли. Часто голыми руками и почти всегда без чей-либо помощи».
Моше Барух Банк напал на немца и успел откусить ему палец. Его привязали к коню и таскали по брусчатке, пока он не умер. Сопротивление оказали Нафтали Фишер, Абраша Фишер и Абраша Ульман, который перед смертью успел убить двух полицаев.

## Память
Всего в Браславе были убиты более 4500 евреев, но до начала 1990-х годов эти факты замалчивались официальными властями.
Братская могила узников первого Браславского гетто находится на послевоенном еврейском кладбище на выезде из города в конце улицы Дзержинского — на этом месте возник целый мемориал жертвам геноцида евреев. У дальней стены мемориала находится братская могила узников «Опсовского» гетто.
На памятнике на братской могиле — слова на иврите и на русском языке: «Здесь похоронены 4500 человек еврейского населения гор. Браслава и окрестностей, зверски замученных немецкими извергами в 1942—1943 гг.». Памятник поставлен благодаря усилиям Хаима Менделевича Дейча. Вернувшись после войны домой в Браслав, он решил увековечить память убитых. Выжившие земляки-евреи собрали деньги и за 40 пудов хлеба заказали памятник у местного старовера по прозвищу Минуха. В начале 1960-х годов вокруг памятника узникам гетто стали хоронить браславских евреев. На территории мемориала также лежит плита со словами: «Здесь покоятся останки со старого еврейского кладбища, существовавшего более 300 лет и уничтоженного фашистами в 1942 году». На самом деле уничтожение кладбища действительно началось в годы войны, но окончательно оно было уничтожено в середине 1980-х годов, когда на этом месте власти задумали строить райком партии, а после перестройки — теннисный корт.
В конце 1980-х — начале 1990-х годов также благодаря Хаиму Дейчу евреи снова собрали деньги и поставили второй памятник жертвам Катастрофы у входа на мемориал, сделали металлическую ограду и проложили дорожки.
Стоит памятник в Лесничовке, на окраине Браслава, рядом с насосной станцией, в пятидесяти метрах от дороги Браслав-Даугавпилс с надписью «На этом месте в 1942 году была зверски замучана и расстреляна фашистами группа советских граждан-патриотов».
Опубликованы неполные списки евреев, убитых в Браславе.